# علم‌دارواران
علم‌دارواران (نام علمی: Evanioidea) نام یک بالاخانواده از section زنبور انگل است.